# Günter Scheich

Günter Scheich 2011

Günter Scheich (* 26. April 1956 in Eiterfeld) ist ein deutscher Psychotherapeut und Schriftsteller. Er arbeitet als niedergelassener Psychotherapeut.

## Leben
Günter Scheich wurde in Eiterfeld/Fulda geboren. Er studierte Psychologie mit Schwerpunkt klinischer Psychologie in Marburg. Er schloss sein Studium 1984 mit einer Diplomarbeit über „Kognitive Verzerrungen und Depressionen“ ab. Seine Promotion zum Dr. rer. nat. erfolgte 1991 mit der Arbeit „Psychologische und psychoimmunologische Faktoren bei Atopischer Dermatitis“ an der Universität Marburg. Scheich absolvierte die Ausbildung zum Verhaltenstherapeuten am Institut für Verhaltenstherapie in Marburg und am Kölner Lehrinstitut für Verhaltenstherapie. Außerdem führte er ein Psychodrama-Ausbildung an der Hardtwaldkinik Zwesten durch. Er erlangte 1999 seine Approbation als Psychologischer Psychotherapeut. Seit 1994 ist er niedergelassen als Psychotherapeut in eigener Praxis mit Schwerpunkt Verhaltenstherapie.
Neben beruflichen Tätigkeiten seit 1984 vor allem in psychiatrischen  und psychotherapeutischen Kliniken, war er seit 1987 Leitender Psychologe in einer psychosomatisch bzw. verhaltensmedizinisch ausgerichteten Fachklinik für Haut- und Allergieerkrankungen (Nordseeklinik Norderney). Außerdem war er ab 1990 über viele Jahre Mitglied der Deutschen Gesellschaft für Verhaltensmedizin und Verhaltensmodifikation (DGVM).
Scheich ist Vertreter eines kognitiven verhaltensorientierten Therapieansatzes. Viel Aufmerksamkeit erhielt Günter Scheich als Autor mehrerer populärwissenschaftlicher Werke. In seinen Büchern befasst er sich, unter anderem mit den negativen Folgen von Positivem Denken. Auch als Dozent, Vortragsredner und Interviewpartner ist Günter Scheich gefragt.
Scheich ist seit 2002 verheiratet und hat zwei Kinder.

## Werke
- Psychologische und psychoimmunologische Faktoren bei Atopischer Dermatitis. Dissertation an der Universität Marburg 1991
- mit I. Florin, R. Rudolph und S. Wilhelm: Personality characteristics and serum IgE level in patients with atopic dermatitis. In: Journal of Psychosomatic Research. 1993.
- „Positives Denken“ macht krank. Vom Schwindel mit gefährlichen Erfolgsversprechen. Eichborn Verlag, Frankfurt a. M. 1997, ISBN 3-8218-0504-8 (2001 erweiterte und aktualisierte Neuausgabe, ISBN 3-8218-3904-X)
- Neurodermitis bewältigen lernen. Ein mentales Trainingsprogramm. Heyne Verlag, München 1999, ISBN 3-453-14510-0.
- „Ärgern ist gesund!“ Immer nur positiv denken macht krank. Mosaik Verlag, München 2002, ISBN 3-576-11651-6.